# Mbuju
Mbuju is een bestuurslaag in het regentschap Dompu van de provincie West-Nusa Tenggara, Indonesië. Mbuju telt 2305 inwoners (volkstelling 2010).